# 至聖三者大聖堂 (シギショアラ)

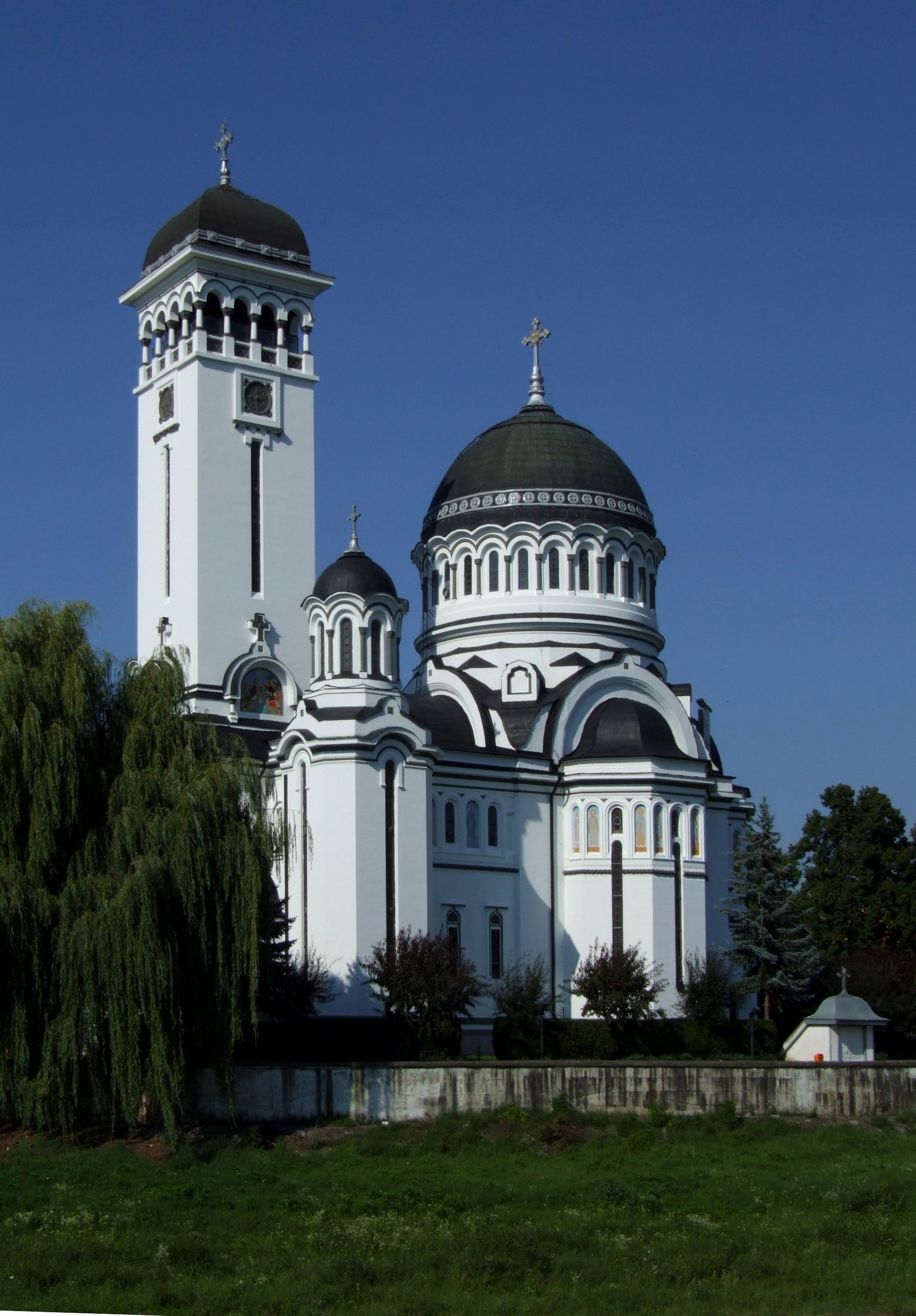
シギショアラの至聖三者大聖堂（ルーマニア正教会）

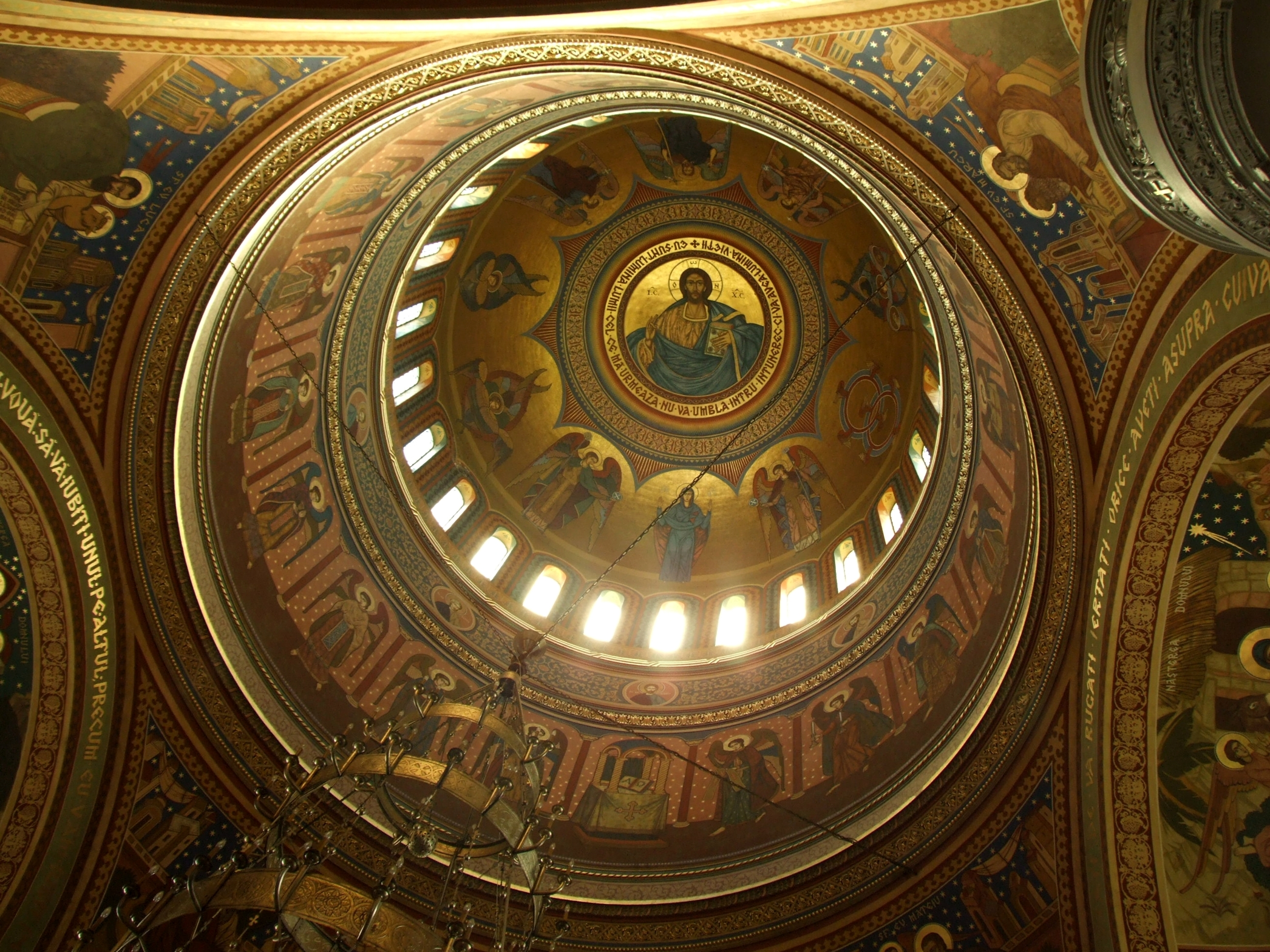
ドーム内部

シギショアラの至聖三者大聖堂（しせいさんしゃだいせいどう、ルーマニア語: Catedrala Sfânta Treime din Sighişoara）は、ルーマニアのシギショアラ、トゥルナヴァ・マレ川（Târnava Mare River）の北岸にある、正教会の大聖堂。至聖三者を記憶している。
長司祭が管轄する教会であって主教の座所ではないため主教座聖堂ではないが、一般に大聖堂と呼ばれる。建築家ドゥミトゥル・ペトレスク・ゴペシュの設計により1934年から1937年にかけて建設された。ドーム内部の絵画はA.デミアンによる。壁画は1980年から1984年にかけて描き直された。